# Sancho Lyttle
Pour les articles homonymes, voir Lyttle.
Sancho Lyttle, née le 20 septembre 1983 à Saint-Vincent-et-les-Grenadines (Caraïbes) et naturalisée espagnole, est une joueuse de basket-ball, évoluant en équipe nationale d'Espagne.

## Biographie

### Les débuts
Sancho Lyttle ne commence le basket-ball que tardivement, en dernière année de lycée. Elle est cependant déjà très sportive, représentant son pays aussi bien dans diverses disciplines d'athlétisme qu'au netball. Sa taille et ses capacités athlétiques attirent l'attention d'universités américaines dont le Clarendon College au Texas qui lui propose de venir étudier aux États-Unis les bases du basket-ball. Elle reste deux ans au Clarendon College et y obtient le titre de meilleure joueuse, notamment auteur d'un match record à 49 points, 15 rebonds et 10 contres.
Elle poursuit ensuite sa formation à l'Université de Houston, en kinésiologie, en jouant pour les Lady Cougars. L'université considère ces deux saisons comme parmi "les meilleures de son histoire". En 2003-2004, pour la première et unique fois, les Lady Cougars remportent le tournoi de basket-ball féminin Conference USA (C-USA), en battant les Horned Frogs de TCU. L'équipe a aussi l'occasion d'atteindre le second tour du Championnat national universitaire (NCAA), ce qui n'était pas arrivé depuis 16 ans. Les performances de Sancho Lyttle sur l'ensemble de la saison sont de 16,5 points, 9,5 rebonds. Dès son premier match, elle se distingue en dunkant, fait rare dans le basket-ball féminin.
L'année suivante, l'université réussit encore à se qualifier pour le tournoi final NCAA mais est éliminée dès le 1er tour. Lors de cette saison, Sancho Lyttle est considérée par la presse comme "la star incontestée de l'équipe", marquant en moyenne 18,8 points. Elle prend aussi 12,1 rebonds par match, ce qui la classe no 1 au niveau national. Elle est aussi nommée dans le cinq idéal du Championnat C-USA (All-Conference USA First Team). En 2014, elle détient toujours la meilleure performance des Lady Cougars en nombre de rebonds (total et moyenne par match).

### WNBA
Au vu de ses performances lors de sa carrière universitaire, les journalistes sportifs anticipent très tôt qu'elle fera partie des 10 meilleures joueuses de la Draft WNBA 2005. Elle est effectivement sélectionnée en 5e place au 1er tour et constitue le premier choix des Comets de Houston. À ce jour, ce résultat représente la meilleure performance d'une joueuse de l'Université de Houston.
Elle joue quatre saisons pour les Comets de Houston, jusqu'à la dispersion du club en 2008. Ses statistiques s'améliorent d'année en année passant de 4,2 points et 3,8 rebonds pour 13,9 minutes en 2005 à 8,2 points et 6,1 rebonds pour 18,1 minutes en 2008. Le club évolue entre la 3e et 5e place de la Conférence Ouest. En décembre 2008, faute de repreneur, la WNBA annonce la fin de la franchise de Houston.
Lors de la draft de dispersion, Sancho Lyttle est classée 1re et rejoint le cinq majeur du Dream d'Atlanta. Entre 2009 et 2014, sa moyenne est de 12,7 points, 8,1 rebonds, 2,2 passes et 2,2 interceptions. Le club atteint trois fois la finale du Championnat WNBA, en 2010, 2011 et 2013 mais perd à chaque fois, face au Storm de Seattle, puis face au Lynx du Minnesota.
En 2014, bien que premier de la saison régulière, le Dream perd en finale de la Conférence Est. Les statistiques de Sancho Lyttle lors de cette saison sont de 12,2 points, 9,2 rebonds (5e de la ligue), 2,5 passes décisives et 2,3 interceptions (2e de la ligue). Cette année-là, elle bat plusieurs de ses propres records : 21 rebonds lors d'un match contre le Fever de l'Indiana (17 mai), 8 passes lors d'un match contre les Sparks de Los Angeles (8 août) et 7 interceptions lors d'un match contre le Mercury de Phoenix (5 août). En août 2014, le Dream annonce prolonger son contrat de plusieurs années.
À titre individuel, en 2009, elle est sélectionnée pour participer au WNBA All-Star Game qui oppose les meilleures joueuses de chaque conférence du championnat américain. Son équipe (représentant la Conférence Est) perd 118 à 130 face à l'Ouest. En 2010, elle est aussi retenue pour le match The Stars at the Sun, qui oppose l'équipe nationale américaine face à une sélection des meilleures joueuses de la WNBA. La sélection américaine l'emporte sur un score de 99 à 72.
Sancho Lyttle est considérée comme un des meilleurs défenseurs du championnat américain. Elle est ainsi nommée dans le cinq idéal de la WNBA All-Defensive Team en 2012 et 2014. Elle apparaît dans le second cinq idéal en 2009, 2010 et 2011.
Blessée au pied en juillet 2015, elle manque 10 rencontres avant de faire son retour le 14 aout lors d'une courte défaite 82 à 84 du Dream face au Lynx .
En février, elle s'engage pour la saison WNBA 2018 avec le Mercury de Phoenix. L'entraîneuse Sandy Brondello, qui par le passé l'avait dirigée en Russie, voit en cette joueuse expérimentée un bon complément de Brittney Griner.

### Carrière en Europe
Dès 2006, Sancho Lyttle choisit de cumuler la saison WNBA d'été avec une saison en Europe le reste de l'année.

#### 2006-2009: CB Puig d'en Valls Ibiza (Espagne)
Sa carrière européenne commence en Espagne où elle joue pendant 6 saisons consécutives jusqu'en 2012.
Le CB Puig d'en Valls d'Ibiza est son premier club. Avec une moyenne sur trois ans de 15,1 points et 10,8 rebonds, elle est rapidement considérée par la direction technique comme "un des piliers de l'équipe". En 2008, le club atteint la 3e place du championnat (meilleur résultat de l'histoire du club, qui quitte la Ligue féminine en 2012). En 2009, il arrive pour la première fois en finale de la Coupe de la Reine mais perd 60-65 face à Ros Casares Valence. Sancho Lyttle est nommée meilleure joueuse de la Ligue féminine avec une moyenne de 18,9 points et 11,6 rebonds en saison régulière. Cette année-là, le club atteint aussi les huitièmes de finale de l'Eurocoupe. Sancho Lyttle y dispute six rencontres pour des statistiques de 17,8 points, 10 rebonds et 1,2 passe.

#### 2009-2011: Perfumerias Avenida Salamanque (Espagne)
En septembre 2009, Sancho Lyttle signe pour deux saisons avec Perfumerias Avenida Salamanque, alors 2e au classement national et  2e d'Euroligue, jouant aux côtés d'Alba Torrens, Silvia Dominguez ou encore Isabel Sánchez.
En 2009-2010, le club est vice-champion de la Ligue et de la Coupe de la Reine. Sancho Lyttle apporte 16,2 points, 10,7 rebonds (1re de la ligue) et 1,9 passe en saison régulière. Elle est nommée meilleure joueuse du championnat pour la seconde année consécutive.
En 2010-2011, Salamanque remporte, à chaque fois face à Ros Casares Valence, le championnat d'Espagne ainsi que la Supercoupe pour laquelle Sancho Lyttle est nommée meilleure joueuse avec 17 points et 9 rebonds. En saison régulière, ses résultats sont de 13,7 points, 8,4 rebonds et 1,7 passe.
Son arrivée à Salamanque lui permet aussi de disputer l'Euroligue. Lors de sa première saison, elle présente des statistiques de 17,6 points, 10,8 rebonds, 1,6 passe. Elle se classe ainsi deuxième de la compétition en nombre de rebonds et première en nombre de double-double, soit 10 au total. Sa performance la plus notable a lieu lors d'un match contre l'ESBVA où elle inscrit 31 points, 11 rebonds et 5 passes.
En 2011, le club remporte pour la première fois de son histoire l'Euroligue, 58-69 face au Spartak région de Moscou, vainqueur des quatre titres précédents. Lors de cette finale, Sancho Lyttle inscrit 12 points et capte 13 rebonds. Elle termine au 4e rang du classement des rebondeuses avec une moyenne de 9,8. Elle ajoute également 13,9 points et 1,3 passe. Elle est deuxième au nombre de double-double réalisés, soit 8 au total.

#### 2011-2012: Ros Casares Valence (Espagne)
L'année suivante, elle rejoint le rival Ros Casares Valence mené par Laia Palau et dont l'effectif compte désormais Silvia Dominguez, Lauren Jackson, Maya Moore, Ann Wauters ou encore la française Isabelle Yacoubou.
En 2012, le club est champion d'Espagne, face à Salamanque (2 manches à 0), mais lui cède en revanche la Coupe de la Reine. Sancho Lyttle apporte en moyenne 12,9 points, 8,8 rebonds et 2 passes en saison régulière.
Elle est par ailleurs à nouveau titrée en Euroligue après une victoire de Ros Casares Valence sur Rivas Ecopolis en finale, 65-52. Ses statistiques sur l'ensemble de la compétition sont de 12,8 points, 7,4 rebonds et 2,4 passes. Elle se classe première de la compétition en nombre d'interceptions (2,3 par match). Elle inscrit notamment 18 points et 6 rebonds pour le match du titre.
À la fin de la saison, et dans un contexte de crise économique aggravée en Espagne, le principal sponsor du club en grande difficulté financière décide de retirer son patronage et signe de facto la dissolution de l'équipe. Comme sa coéquipière Ann Wauters, Sancho Lyttle choisit de quitter l'Espagne pour la Turquie.

#### 2012-...

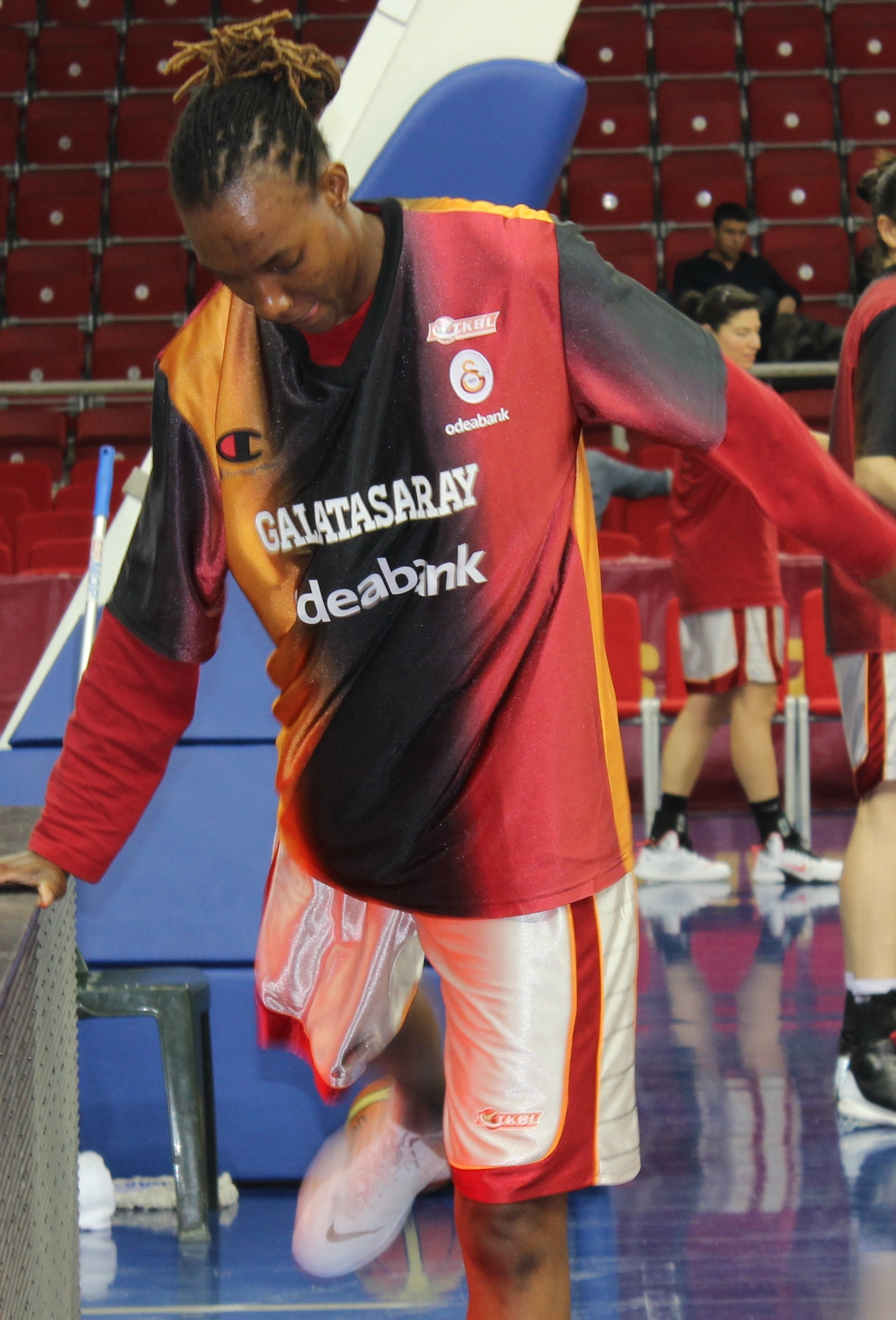
Sancho Lyttle en 2014.

À l'été 2012, elle signe avec le club turc Galatasaray, alors deuxième de la ligue et comptant déjà une autre de ses coéquipières en sélection nationale, Alba Torrens. Cette année-là, le club remporte la Coupe de Turquie, 74-72 face au Fenerbahçe, grâce à un panier au buzzer de Sancho Lyttle. Quelques mois plus tard, leur rival remporte cependant la finale du Championnat. En Euroligue, le Galatasaray se classe à la huitième place. Les statistiques de Sancho Lyttle sont de 11,6 points, 7,2 rebonds et 1,3 passe. Elle se classe deuxième de la compétition en nombre d'interceptions (2,6).
La saison suivante est qualifiée d'exemplaire par FIBA Europe puisque le club remporte les trois titres, à chaque fois face au Fenerbahçe : la Coupe de Turquie, le Championnat de Turquie et pour la première fois de son histoire, l'Euroligue. Cela représente donc un troisième titre européen pour Sancho Lyttle, avec une moyenne en 2014 de 13,6 points, 8,3 rebonds et 1,8 passe par match. Lors de la finale, et malgré une blessure à la cheville lors des demi-finales, elle réalise la meilleure performance de son équipe avec 19 points et 12 rebonds. En ligue turque, elle compte 11,8 points et 7,5 rebonds.
En 2015, Sancho Lyttle est une seconde fois championne de Turquie, aux côtés de deux de ses coéquipières en sélection espagnole, Núria Martínez et Queralt Casas Carreras. Le Galatasaray l'emporte en 5 matchs contre 4, face à AGÜ Spor Kulübü. La moyenne de Sancho Lyttle sur la saison est de 13,2 points, 9,5 rebonds et 2,1 passes. En revanche, le club est éliminé lors des quarts de finale de l'Euroligue, face au Fenerbahçe. Au niveau européen, elle apporte à l'équipe 11 points, 9,1 rebonds et 1,9 passe par match. Elle se classe deuxième de la compétition en nombre moyen d'interceptions (3.1).
Pour 2015-2016, elle rejoint le continent européen au club russe UMMC Iekaterinbourg qui remporte son troisième titre européen en disposant 72 à 69 d'Orenburg.

### Parcours en sélection nationale d'Espagne
Ayant peu de chance de voir apparaître une équipe de basket-ball féminin dans son pays d'origine capable de concourir dans les rencontres internationales, et étant reconnue comme une des meilleures joueuses de la ligue espagnole, Sancho Lyttle accepte la proposition de la Fédération Espagnole de Basket-ball (FEB) de demander sa naturalisation et d'intégrer la sélection nationale en juillet 2010. La Fédération y voit déjà un potentiel énorme pour la sélection féminine espagnole en vue des Championnats du monde de 2010.
Pour sa première participation à une compétition internationale, Sancho Lyttle finit meilleure marqueuse et rebondeuse de son équipe (18,5 points et 11,5 rebonds) et seconde meilleure marqueuse et rebondeuse du tournoi. Elle est également nommée dans le cinq idéal du championnat. Surtout, l'Espagne monte pour la première fois de son histoire sur le podium d'un mondial, décrochant une médaille de bronze. Pour le dernier match, Sancho Lyttle marque 22 points et capte 11 rebonds. La FIBA reconnaît déjà son rôle de leader au sein de l'équipe.
Les Espagnoles figurent parmi les prétendantes au titre de championnes d'Europe 2011 mais sont éliminées au second tour. Sancho Lyttle compte 11,7 points, 5,3 rebonds et 1 passe. L'Espagne est donc de facto non-qualifiée pour les Jeux Olympiques de Londres en 2012 et est obligée de passer par un tournoi qualificatif pour pouvoir participer au championnat d'Europe de l'année suivante. Sancho Lyttle ne participe qu'à un seul match de ce tournoi (face à la Suède, pour des statistiques de 9 points et 5 rebonds).
Lors de l'Eurobasket 2013 en France, elle permet à l'Espagne d'atteindre pour la première fois l'or. Elle est nommée meilleure joueuse du tournoi, étant à la fois la mieux classée de toutes les compétitrices au niveau du scoring (18,4), au rebond (11,5), aux interceptions (2,9) et aux double-doubles (7 en 9 rencontres). Lors de la finale face à la France, elle est l'auteur du dernier panier synonyme de victoire pour l'Espagne, apportant au total 20 points, 11 rebonds et 4 interceptions. Quelques mois plus tard, la FIBA la désigne meilleure joueuse européenne de l'année 2013.
Elle continue d'améliorer son palmarès, obtenant la médaille d'argent lors du Championnat du monde 2014 en Turquie. Sancho Lyttle se classe 1re de la compétition en nombre de points (18,2) et d'interceptions (3,3) et 2de en nombre de rebonds (11,5). Elle est nommée dans le cinq idéal avec sa compatriote, Alba Torrens. La capitaine de l'équipe, Laia Palau, rappelle à cette occasion le rôle prédominant de Sancho Lyttle, considérant qu'« elle représente plus de la moitié de la force de cette équipe ». Elle ne participe pas au championnat d'Europe 2015.
Blessée en WNBA peu avant le début de la compétition, elle est forfait pour les Jeux olympiques d'été de 2016.

## Palmarès

### Sélection nationale
- Médaille d’argent du Championnat du monde 2014 en Turquie[74]
- Médaille d'or au Championnat d'Europe 2013 en France
- Médaille de bronze au Championnat du monde de basket-ball féminin 2010 en République Tchèque

### Clubs européens
- Vainqueur de l'Euroligue 2011, 2012, 2014 et 2016[54]
- Championne d'Espagne 2011, 2012
- Vainqueur de la Supercoupe d'Espagne 2011
- Championne de Turquie 2014
- Vainqueur de la Coupe de Turquie 2013[75] et 2014

### WNBA
- Championne de la Conférence Est de la WNBA en 2010, 2011 et 2013

## Distinctions personnelles
- Sélection du WNBA All-Star Game 2009.
- Sélection WNBA pour de la rencontre The Stars at the Sun en 2010[76]
- Élue dans le meilleur cinq du championnat du monde 2010[59] et 2014
- Élue MVP (Meilleure Joueuse) du Championnat d'Europe 2013 en France[77].
- Joueuse de l'année 2013 pour la FIBA Europe (vote du public et des experts)[78].
- Meilleur cinq défensif de la WNBA 2012, 2014
- Second cinq défensif de la WNBA 2009, 2010, 2011[79], 2015[80]